# Vladimir Dal
Vladimir Ivanovitj Dal (Vladimir Dahl; ryska: Владимир Иванович Даль) född 22 november (gamla stilen: 10 november) 1801 i Luhansk, död 4 oktober (gamla stilen: 22 september) 1872 i Moskva, var en rysk författare, folklorist, språkvetare och lexikograf. Han verkade som författare under pseudonymen Kazak Luganskij ("kosacken från Lugansk").
Fadern var en språkbildad läkare, Johan Christian von Dahl, som inflyttat från Danmark, och modern luthersk tyska. Efter några års tjänstgöring vid Svartahavsflottan, avlade Dal läkarexamen i Dorpat, deltog i det polska kriget 1831 och i expeditionen till Chiva 1839. 
Dal genomförde vidsträckta studieresor i Ryssland för att lära känna rikets folkseder och dialekter. Resultaten därav föreligger i mycket rikhaltiga samlingar av bland annat folksagor och ordstäv. Hans förnämsta arbete är den storryska ordboken, Tolkovyj slavar j zjivago velikorusskago jazyka (fyra band, 1863-66; tredje upplagan utgiven från 1903 under redaktion av Jan Niecisław Baudouin de Courtenay). 
Dals övriga skrifter, bland annat Bilder ur ryska livet (1861), Berättelser (1861), har etnografiskt värde, men är skönlitterärt obetydande. På sista tiden svärmade han för spiritism och swedenborgianism och övergick året före sin död till den rysk-ortodoxa kyrkan. Hans samling ryska ordspråk utkom 1862 och en samlad upplaga av hans skrifter 1861 och 1878-84.
Asteroiden 3384 Daliya är uppkallad efter honom.